# Riak
Riak — потужна, розподілена (децентралізована), документо-орієнтована система керування базами даних з відкритим серцевим кодом, створена Basho Technologies під натхненням від ідей з СКБД Dynamo компанії Amazon. Написана переважно на Erlang і частково на C і JavaScript.
Використовується у Symantec, Best Buy, Workday, Yahoo! JAPAN, Voxer, Braintree, Bump, Boeing, Comcast, AOL, Ask.com, Yammer, Yandex, AT&T, Datapipe.